# Nadege Herrera
Nadege Elena Herrera Vásquez (Panama, 17 novembre 1986) è una modella panamense, incoronata Realmente Bella Señorita Panamá - Mundo 2009. Nadege Herrera ha successivamente rappresentato Panama a Miss Mondo 2009 che si è tenuto il 12 dicembre 2009 a Johannesburg, nel Sudafrica e classificandosi al sesto posto dietro la vincitrice, Kaiane Aldorino di Gibilterra
In precedenza la modella aveva partecipato ad una selezione locale del concorso Ford Models Supermodel of the World nel 2004 ed aveva vinto la competizione "World Casting Tour" nello stesso anno, vincendo un contratto con l'agenzia di moda Wilhelmina di New York. Grazie a quel contratto aveva accumulato diverse esperienze come modella, aveva partecipato ad altri concorsi di bellezza come Miss Model of the World a Hong Kong ed aveva preso parte al talent show Super Model Centroamérica o Central America's Next Top Model.